# Фриборн (Минесота)
Фриборн (енгл. Freeborn) град је у америчкој савезној држави Минесота.

## Демографија
По попису из 2010. године број становника је 297, што је 8 (-2,6%) становника мање него 2000. године.
| Група             | 2000.       | 2010.       |
| Белци             | 301 (98,7%) | 283 (95,3%) |
| Афроамериканци    | 0 (0,0%)    | 0 (0,0%)    |
| Азијати           | 0 (0,0%)    | 0 (0,0%)    |
| Хиспаноамериканци | 1 (0,3%)    | 11 (3,7%)   |
| Укупно            | 305         | 297         |